# Cathy Ferguson
Cathy Jane Ferguson (Stockton, 22 luglio 1948) è un'ex nuotatrice statunitense.

## Palmarès
Olimpiadi
- 2 medaglie:
  - 2 ori (100 metri dorso a Tokyo 1964, staffetta 4x100 metri misti a Tokyo 1964).

Giochi panamericani
- 2 medaglie:
  - 1 argento (100 metri dorso a San Paolo 1963)
  - 1 bronzo (200 metri dorso a Winnipeg 1967).